# Saxifraga signatella
Saxifraga signatella är en stenbräckeväxtart som beskrevs av Cecil Victor Boley Marquand. Saxifraga signatella ingår i Bräckesläktet som ingår i familjen stenbräckeväxter. Inga underarter finns listade i Catalogue of Life.